# 5603-as mellékút (Magyarország)
Az 5603-as mellékút egy bő 21 kilométeres hosszúságú, négy számjegyű mellékút Tolna vármegye délkeleti részén; Bátaszék és Bonyhád városokat köti össze egymással, és a köztük fekvő kisebb településekkel.

## Nyomvonala
Kilométer-számozása Alsónyék északi külterületei között indul, attól a körforgalmú csomóponttól, ahol az 55-ös főút Bátaszéket elkerülő szakasza, a 120+650-es kilométerszelvénye táján beletorkollik az 56-os főútba, annak nagyjából a 20+600-es kilométerszelvényénél. Nyomvonala nyugat felé indul innen, alig több, mint fél kilométer után átlép Bátaszék határai közé; keresztezi a Rétszilas–Bátaszék-vasútvonal vágányait, majd elhalad az M6-os autópálya pályatestjei alatt, melyek nyomvonalát csomóponttal keresztezi. Az eddig leírt szakasza azonban, az országos közutak térképes nyilvántartását szolgáló kira.gov.hu adatbázisa szerint, a lekérdezés időpontjában az 55-ös főút részét képezte.
A KIRA elérhető adatai szerint így az 1+688-as kilométerszelvényétől indul a kilométer-számozása, vagyis onnét, ahol az autópálya horvátországi irányú pályatestjének le- és felhajtó ágai találkoznak vele. A 2+100-as kilométerszelvényénél kiágazik belőle északnyugat felé egy alsóbbrendű út, Bátaszék Lajvér nevű településrésze irányába; 2,5 kilométer után keresztezi a Dombóvár–Bátaszék-vasútvonal vágányait, kevéssel azután pedig beletorkollik délkelet felől az 5604-es út, Bátaszék központjának északi része felől. Innen az út nyugat-északnyugati irányt vesz és többé-kevésbé párhuzamosan halad a vasúttal.
Az 5+550-es kilométerszelvénye közelében az út átlép Mórágy területére, majd pár lépéssel arrébb beletorkollik északkelet felől az 5602-es út, és szinte ugyanott elhalad a vasút már megszüntetett Mórágy-Alsónána megállóhelye mellett, Pár lépéssel arrébb újabb elágazása következik: az 56 104-es számú mellékút lép ki belőle délnyugati irányban, ez Mórágy központjába vezet. A hatodik kilométerét elhagyva az út egy időre északabbi irányt vesz, ezáltal a vasutat is keresztezi, 7,1 kilométer után; azt követően viszont visszatér a korábbi irányához és nagyjából úgy halad végig, a nyolcadik kilométerétől kezdve mintegy másfél kilométeren át, Kismórágy településrészen. 9,5 kilométer elérése előtt, a falu utolsó házai között kiágazik belőle délnek az 56 301-es számú mellékút, mely a vasút Mórágy megállóhelyét szolgálja ki.
A 10+250-es kilométerszelvénye után az út ismét keresztezi a vasutat és visszavált annak déli oldalára, majd egy rövid szakaszon Bátaapáti területére lép, ahol a Rozsdásserpenyő nevű településrész keleti szélén halad el. Alig negyed kilométerrel arrébb viszont már Mőcsény határszélét követi, a 11. kilométerétől pedig már utóbbinak területén halad. 11,2 kilométer után Palatinca településrész házai közt húzódik, majd a 12. kilométerét elhagyva újból külterületi szakasza következik: itt ismét átszeli a vasút nyomvonalát, majd pedig beletorkollik északkeleti irányból az 5601-es út.
13,5 kilométer után éri el az út Mőcsény lakott területének délkeleti szélét, ugyanott elhalad a vasút Mőcsény megállóhelyének térsége mellett, illetve kiágazik belőle egy számozatlan, alsóbbrendű önkormányzati út az egykor önálló Zsibrik településrész felé. Rövid belterületi szakasza a Deák Ferenc utca nevet viseli, de 14,4 kilométer után már újra külterületen folytatódik. A 14. kilométere után kiágazik belőle egy számozatlan, alsóbbrendű út nyugatnak, Cikó központja felé, a 16. kilométere után pedig átlép Bonyhád határai közé. Majdnem ugyanott kiágazik belőle északkeleti irányban az 56 105-ös számú mellékút, mely a zsákfalunak tekinthető Grábócra vezet.
Bonyhád határai között előbb Alsóbörzsöny, majd Börzsöny településrészeket érinti, ahol a Börzsönyi utca nevet viseli. 19,5 kilométer után éri el a város központi részének keleti szélét, ott a Deák Ferenc utca nevet veszi fel. 20,4 kilométer után kiágazik belőle dél felé a Cikóra vezető 56 102-es számú mellékút, és nem sokkal ezután véget is ér, beletorkollva a 6-os főútba, annak a 157+450-es kilométerszelvénye közelében. Egyenes folytatása a 6535-ös út, mely innen a 65-ös főútig, Murga és Tevel határszéléig vezet.
Teljes hossza, az országos közutak térképes nyilvántartását szolgáló kira.gov.hu adatbázisa szerint 21,127 kilométer.

## Története
1934-ben a kereskedelem- és közlekedésügyi miniszter 70 846/1934. számú rendelete nagyjából a teljes mai hosszában másodrendű főúttá nyilvánította (a később kiépült bátaszéki elkerülő szakasza kivételével), a Bátaszék-Bonyhád-Dombóvár közti 63-as főút részeként.
Az M6-os autópálya e térséget érintő szakaszának forgalomba helyezése előtt, korábbi térképek tanúsága szerint Bátaszék városának belterületén ágazott ki az 56-os főútból; első néhány kilométeres szakasza ezáltal megegyezett a mai 5604-es úttal.

## Települések az út mentén
- Alsónyék
- Bátaszék
- Mórágy
- Bátaapáti
- Mőcsény
- Bonyhád